# 西方艦隊
西方艦隊（英語：Western Fleet (United Kingdom)）是英國皇家海軍從1967年6月到1971年所存在的一支艦隊。

## 概述
1967年，英國皇家海軍本土艦隊和地中海艦隊合併為西方艦隊。西方艦隊負責英國本土海域、北大西洋、南大西洋以及地中海——英國皇家海軍在「蘇伊士運河以西」的所有行動。西方艦隊總司令的一名下屬是西方艦隊旗艦司令，海軍中將安德魯·劉易斯於1968至69年擔任該職務。
1969年7月，西方艦隊的14艘艦艇參加了海上閱兵。
西方艦隊的總部設立於米德爾塞克斯的諾斯伍德司令部。 
與英國皇家海軍的其他艦隊相比，這支艦隊的存在時間相當短，西方艦隊於1971年與遠東艦隊合併。 

## 艦隊總司令
歷任西方艦隊總司令如下：
海軍上將約翰·布什爵士：1967年10月至1970年2月。
海軍上將威廉·奧布賴恩爵士：1970年2月至1971年9月。
海軍上將愛德華·貝克維斯·阿什莫爾爵士：1971年9月至1971年11月。